# Scleroprocta hexacantha
Scleroprocta hexacantha är en tvåvingeart som först beskrevs av Alexander 1970.  Scleroprocta hexacantha ingår i släktet Scleroprocta och familjen småharkrankar. Inga underarter finns listade i Catalogue of Life.